# قائمة برمائيات المغرب
هذه قائمة برمائيات المغرب. سُجِّل 12 نوعًا من البرمائيات في المغرب.
| الاسم الشائع            | الصنف (Authority)                          | الموطن الأصلي                                                                                               | الحالة (الاتحاد الدولي لحفظ الطبيعة)/نمو سكاني |
| ----------------------- | ------------------------------------------ | --- | ---------------------------------------------- |
| Iberian ribbed newt     | Pleurodeles waltl (Michahelles, 1830)      | إسبانيا والبرتغال والمغرب                                                                                   | Decreasing                                     |
| سمندر شمالي إفريقي ‏     | Salamandra algira (Bedriaga, 1883)         | المغرب والجزائر                                                                                             | Decreasing                                     |
| Brongersma's toad       | Bufo brongersmai (Hoogmoed, 1972)          | مُتوطِّن في المغرب                                                                                             | Decreasing                                     |
| ضفدع الجبل              | Bufo bufo (Linnaeus, 1758)                 | في أوروبا وكازاخستان وسوريا والمغرب والجزائر وتونس                                                          | Stable                                         |
| Mediterranean tree frog | Hyla meridionalis (Boettger, 1874)         | في إسبانيا والبرتغال وفرنسا وإيطاليا وموناكو والمغرب والجزائر وتونس                                         | Stable                                         |
| Pelobates varaldii      | Pelobates varaldii (Pasteur & Bons, 1959)  | مُتوطن في المغرب                                                                                             | Decreasing                                     |
| الضفدع البربري          | Sclerophrys mauritanica (Schlegel, 1841)   | في إسبانيا والمغرب والجزائر وتونس                                                                           | Stable                                         |
| Crowned bullfrog        | Hoplobatrachus occipitalis (Günther, 1858) | في غرب أفريقيا ووسط أفريقيا وتنزانيا وكينيا وأوغندا وإثيوبيا والسودان وجنوب السودان وليبيا والمغرب والجزائر | Stable                                         |
| ديسكوكلوسوس سكوفازي     | Discoglossus scovazzi (Camerano, 1878)     | في إسبانيا والمغرب                                                                                          | Stable                                         |
| Bufotes boulengeri      | Bufotes boulengeri (Lataste, 1879)         | في إسبانيا والمغرب والجزائر ومصر وليبيا وتونس وإسرائيل والأردن والسعودية وإيطاليا                           | Trend unknown                                  |
| جزاع صحراوي             | Pelophylax saharicus (Boulenger, 1913)     | في مصر والجزائر وليبيا والمغرب وإسبانيا وتونس وإسبانيا                                                      | Stable                                         |
| أليتس موروس             | Alytes maurus (Pasteur & Bons, 1962)       | في المغرب وإسبانيا                                                                                          | Stable                                         |